# Made (larf)

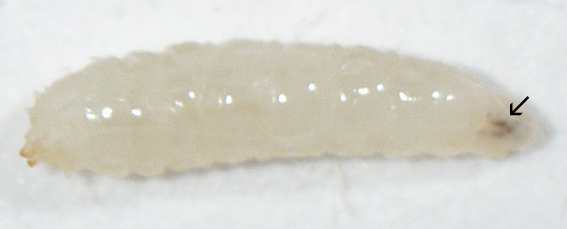
Made van een fruitvlieg, de monddelen zijn aangegeven met een pijl

## Biologie
Maden zijn pootloos, meestal wit of geelwit en leven meestal in (semi-)vloeibare stoffen die hen tot voedsel dienen, zoals mest, organisch afval, rottend fruit of rottend vlees.

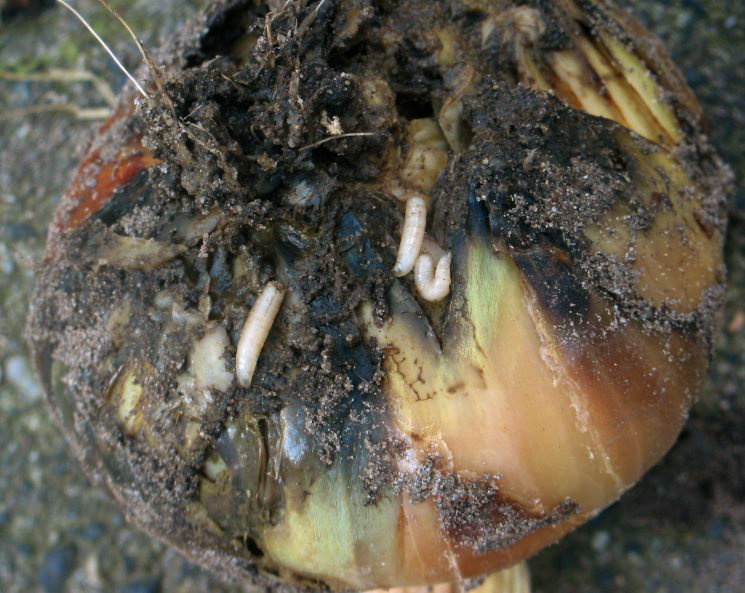
Maden van de uienvlieg op plantui

 Een made is de larve van een vlieg of mug.
Hoewel sommige vliegen levende larven baren, komen maden meestal uit een ei dat door de vlieg op het voedselsubstraat wordt gelegd. Ze zwemmen in hun eten en groeien dus snel. Na een vijftal vervellingen verpopt de made in de laatste larvehuid. Deze laatste larvehuid verhardt en krijgt een donkere kleur. De made is veranderd in een bruine, cilindervormige pop. Hierin ontwikkelt de volwassen vlieg zich. De vlieg kan op zijn vroegst 7 dagen nadat het eitje is gelegd uitkomen. Om door de harde pophuid te breken heeft de vlieg een blaasje op de kop, dat heel hard opgeblazen kan worden, waardoor de pophuid openbarst en de vlieg eruit kan komen. Bij fruitvliegen (Drosophila melanogaster) duurt de gehele generatiecyclus slechts een dag of 14.
Maden zijn gemakkelijk te verwarren met larven van andere insecten. Van keverlarven zijn ze te onderscheiden doordat deze laatste een duidelijk kopschild bezitten, dat meestal oranjebruin van kleur is. Maden hebben ook een kopschild, maar dit is sterk gereduceerd en naar de binnenzijde verplaatst.

## Relatie met de mens
Sommige soorten maden kunnen leiden tot ziekten bij mensen, zoals bij madenziekte of myasis.
In de geneeskunde worden soms maden als therapie gebruikt om slecht genezende wonden schoon te maken. Dit kan nog niet als een algemeen geaccepteerde vorm van behandeling worden beschouwd. Een voorbeeld is het gebruik van maden om de necrose uit wonden weg te eten, bij onder meer diabetes.
In de forensische geneeskunde is het soms mogelijk te schatten hoelang een lichaam ergens heeft gelegen aan de hand van de soorten en het ontwikkelingsstadium van de op het lijk aanwezige maden. Daarbij moet ook de temperatuur bekend zijn die in de tijd voor ontdekking geheerst heeft, aangezien de ontwikkeling van maden bij hogere temperaturen beduidend sneller gaat.
Verscheidene madensoorten zijn schadelijk voor de landbouw. Voor akkerbouwgewassen schadelijke soorten zijn bijvoorbeeld de uienvlieg, wortelvlieg en de koolvlieg, waarvan de maden de stengels of wortels van planten aantasten.
Sommige landbouwhuisdieren kunnen last krijgen van myiasis; een horzel legt dan eitjes op het levende dier waarna de maden zich naar binnen vreten. Vooral schapen en konijnen hebben last van deze (vaak fatale) aandoening.
Maden worden ook als aas gebruikt door vissers. 
Enkele soorten maden worden door mensen gegeten, zoals maden die zich hebben ontwikkeld in kaas, zoals Casu marzu.